# 큰낮도마뱀붙이
큰낮도마뱀붙이(phelsuma grandis)는 마다가스카르 자이언트 데이 게코(Madagascar giant day gecko), 자이언트 데이 게코(Giant Day Gecko)라고 불리며, 70개 이상의 종, 아종으로 구성된 낮도마뱀붙이속에 속한 주행수목성 도마뱀붙이의 한 종이다. 일반명 '자이언트 데이 게코'는 큰 덩치에 따라 지어졌다. 본래 마다가스카르 북부의 열대, 아열대 삼림에 서식하지만, 서식영역 바깥의 몇몇 아열대 지역에 외래종으로 유입되었다. 다양한 무척추동물과 꽃꿀을 먹는다.

## 분류
속명은 네덜란드의 내과의사 머크 반 펠숨(:en:Murk van Phelsum)의 성씨를 라틴어화한 것이다. 종명 grandis는 "큰"이라는 의미의 라틴어이다.
1870년에 그레이가 처음으로 기술한 이 종은 랙스워시(Raxworthy) 외의 연구원들의 연구 성과를 통해 아종 P. madagascariensis grandis에서 개별적인 종으로 승격되었다. 2007년에 환경적소 모형화를 통해 이 종과 다른 P. madagascariensis-clade의 구성원 사이의 확실하고 심대한 차이가 드러났으며, 이후 분자 차원의 연구를 통해 이 종이 개별적인 종의 위치를 차지한다는 더 많은 증거를 얻어냈다. 이 종의 후행이명은 Phelsuma madagascariensis venusta Mertens, 1964, Phelsuma madagascariensis notissima Mertens, 1970 (fide Meier, 1982) 등이 있다.

## 형태

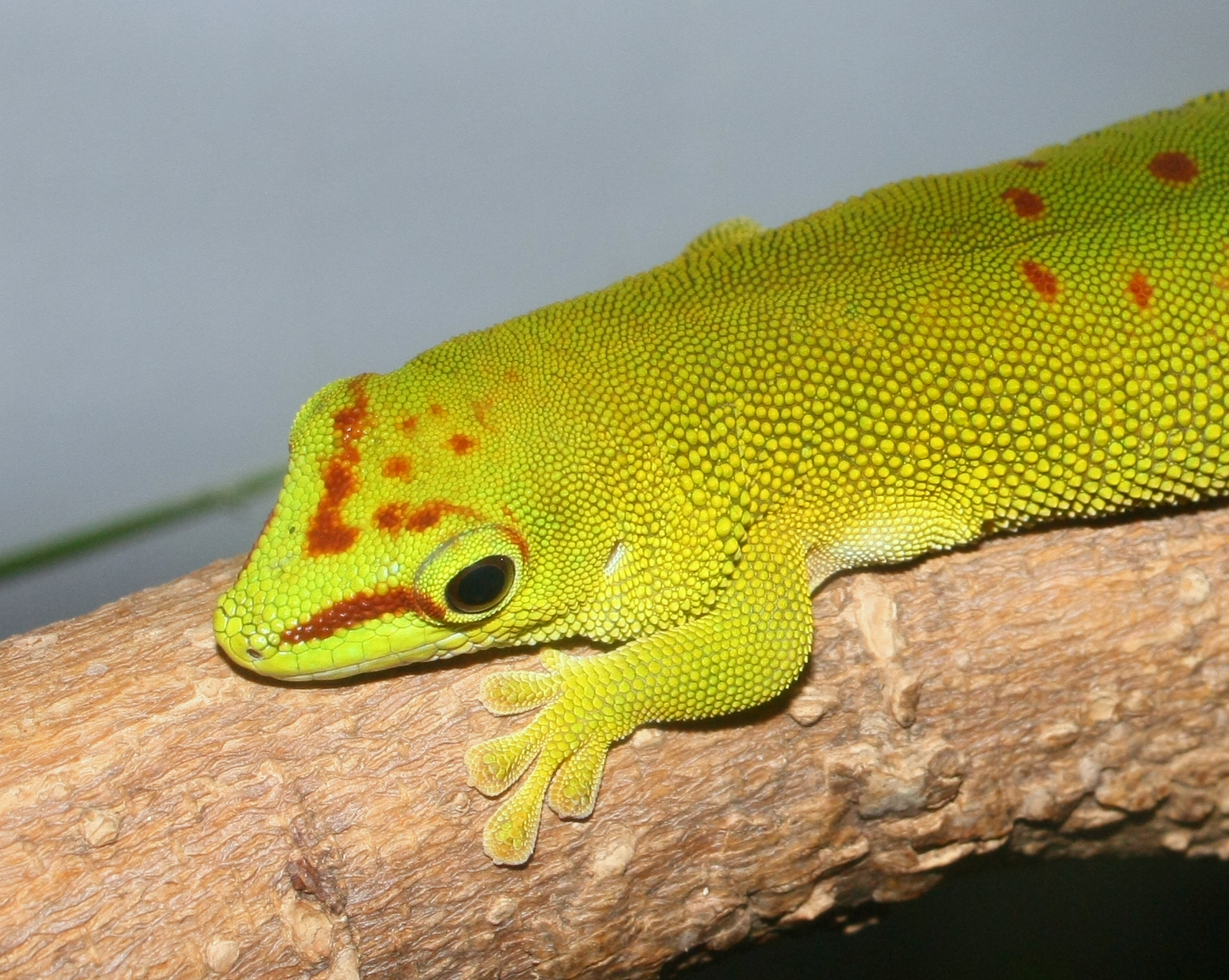
신시내티 동물원에서 사육되는 큰낮

큰낮은 총 30 센티미터 (12 in)까지 자란다. 체색은 밝은 초록색, 드물게는 푸르스름한 초록색이다. 붉은 줄무늬는 콧구멍에서 눈까지 이어져있다. 등에는 대개 붉은 색의 점이나 줄무늬가 나있다. 이 붉은 무늬는 개체마다 꽤나 다양하며, 어떤 경우는 존재하지 않지만, 코에서 눈까지의 붉은 줄무늬는 언제나 존재한다. 어떤 개체는 작은 푸른 점이 있다. 성체의 목에는 큰 주머니가 있는데, 여기에 칼슘을 저장한다. 어린 개체는 대개 부모보다 훨씬 불그스름하지만, 시간이 지나면서 대부분의 무늬가 사라지고, 남은 무늬는 죽을 때까지 사라지지 않는다. 큰낮의 밑부분은 크림빛 하얀색에서 노른자색 사이의 색상을 띈다. 스트레스를 받으면 색깔이 짙어져서 몸 전체가 짙은 초록색을 띄며, 얼굴에 붉은 반점들이 생기고 등은 좀 더 주황색 색조를 띈다.

## 분포

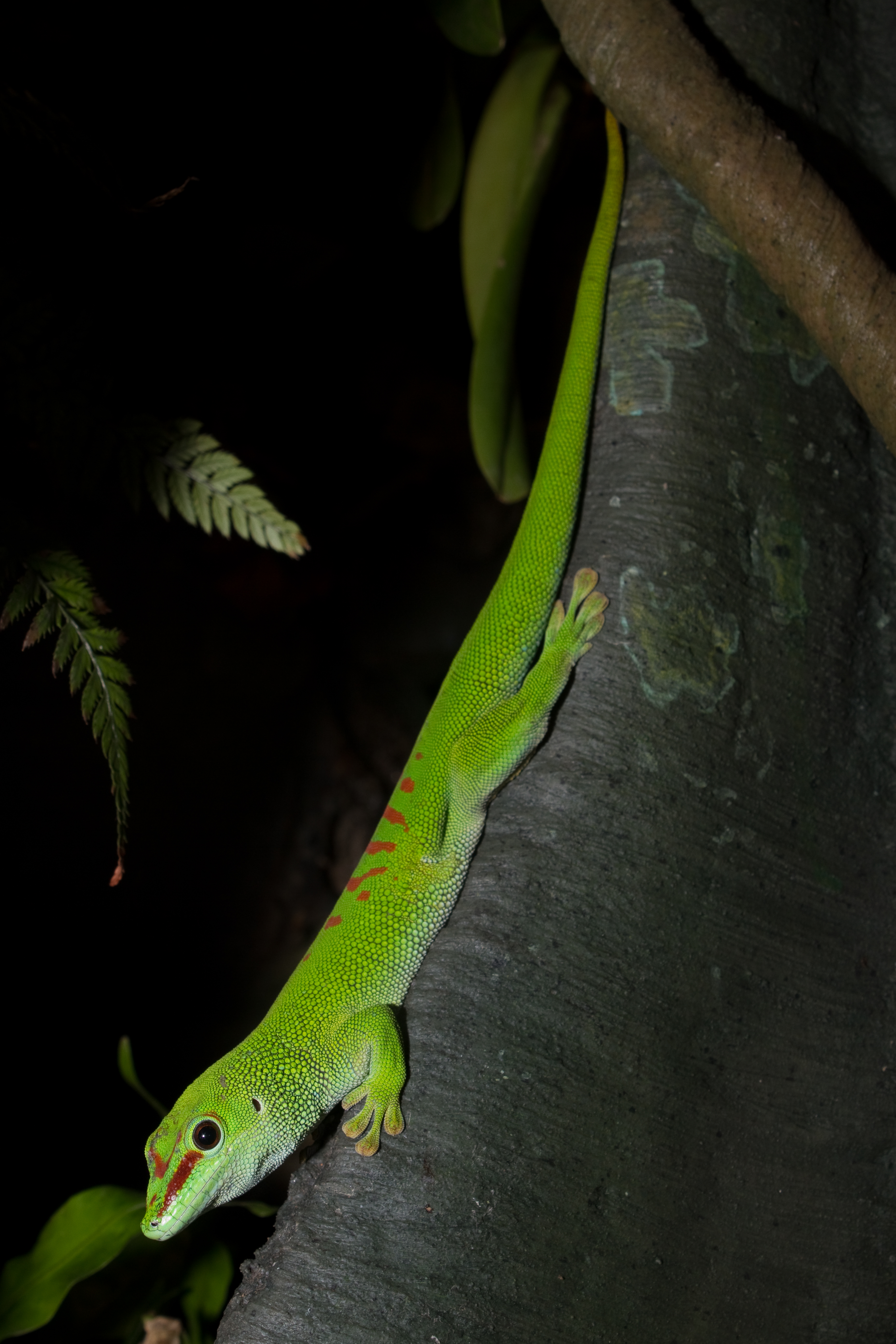
마다가스카르에서 촬영된 큰낮

큰낮은 마다가스카르 북부, 북서부에 널리 분포한다. 세이셸과 같은 난바다 군도나 야자나무(코코 드 메르)에서도 발견된다. 플로리다와 하와이에서도 작은 개체군이 발견되었다. 큰낮은 1990년대 중반에 레위니옹섬에 진출했으며 모리셔스에서도 목격되는데, 주로 플랭윌렐름 구에 분포한다.

## 식단
큰낮은 다양한 곤충, 무척추동물을 섭취하며 때때로 작은 척추동물을 섭취하는 것이 기록되었다. 부드럽고 달달한 과일, 꽃가루, 꽃꿀을 먹기도 한다. 야생 개체건 사육 개체건 큰낮의 성체가 새끼를 섭취하는 것이 관찰되어왔다.

## 습성
큰낮의 수컷은 낮도마뱀붙이속의 대부분의 종들처럼 꽤나 싸움을 좋아하고 영역에 집착하며 근처에 다른 수컷의 존재를 허용하지 않는다. 이 녀석들은 오직 암컷만 영역에 들어오도록 허용한다. 암컷이 탈출할 수 없는 사육 상태에서는 수컷은 때로 암컷에게도 큰 부상을 입힐 수 있다. 이런 경우에는 수컷과 암컷을 떼어놓아야 한다. 짝찟기 행위에는 꼬리나 몸을 흔들거나, 울거나, 암컷이 수컷을 받아들일 마음이 없으면 몸이 색깔을 더 짙은 초록색으로 바꾸거나 하는 것 등이 있다. 큰낮은 천천히 움직이기도 하지만, 깜짝 놀라면 굉장히 빠르게 움직일 수 있다. 사육장을 굉장히 잘 탈출하기로 유명하다. 큰낮은 눈꺼풀이 없어서 눈을 깔끔하게 유지하기 위해 혀로 눈을 핥는다.

## 번식
번식기는 12월에서 6월까지다. 암컷은 이 기간동안 여러 쌍의 알을 낳을 수 있다. 온도에 따라 알을 낳은지 48-80일 후에 새끼가 부화한다.

## 참고 문헌
- Henkel, F.-W. and W. Schmidt (1995) Amphibien und Reptilien Madagaskars, der Maskarenen, Seychellen und Komoren. Ulmer Stuttgart. ISBN 3-8001-7323-9